# John Burneby
John Burneby foi o arquidiácono de Totnes de 1443 a 1453; e vice-chanceler da Universidade de Oxford de 1447 a 1449.